# Ente acque della Sardegna
L'Ente acque della Sardegna (ENAS) è un ente pubblico non economico strumentale della Regione Autonoma della Sardegna istituito con la legge regionale n. 19 del 6 dicembre 2006; ad esso è affidata la gestione del sistema idrico multisettoriale dell'isola, ovvero l'insieme di tutte le opere di approvvigionamento idrico e di adduzione (dighe, canali, acquedotti, centrali idroelettriche, ecc.) destinate ad alimentare, direttamente o indirettamente, più aree territoriali e diverse categorie di utenze (civile per l'uso potabile, irriguo e industriale).

L'ENAS, che ha sede a Cagliari, subentra all'Ente autonomo del Flumendosa (EAF, istituito il 17 maggio 1946 col regio decreto legislativo n. 498), già trasformato in Ente delle risorse idriche della Sardegna (ERIS).

## Compiti istituzionali
I principali compiti istituzionali dell'Ente sono:
- la progettazione, la realizzazione, la gestione dei relativi impianti ed opere e la manutenzione ordinaria e straordinaria e la valorizzazione delle infrastrutture, degli impianti e delle opere, del sistema idrico multisettoriale regionale;
- la progettazione, la realizzazione, la gestione di impianti di produzione di energia idroelettrica e, in generale, di impianti di produzione di energia da fonti rinnovabili finalizzati alla riduzione dei costi di produzione ed erogazione della risorsa idriche del sistema multisettoriale regionale;
- il monitoraggio qualitativo dei corpi idrici direttamente gestiti appartenenti al sistema multisettoriale, per la salvaguardia ed il miglioramento del livello qualitativo della risorsa idrica per le diverse finalità d'uso.

In particolare l'ENAS fornisce acqua:
- alla società Abbanoa, gestore unico isolano dell'acqua potabile per gli usi civili;
- ai nove consorzi di bonifica della Sardegna per gli usi irrigui;
- ai consorzi industriali.

Mentre la gestione del sistema idrico è a carico dell'ENAS, la titolarità delle reti e delle infrastrutture e di tutte le concessioni di acqua pubblica che utilizzino infrastrutture che fanno parte del sistema idrico multisettoriale rimangono in capo alla Regione Sardegna.

## Statuto
Lo statuto dell'ente ne elenca compiti e attività e disposizioni circa la struttura organizzativa, gli organi di governo, di controllo e di gestione e quelle in materia di programmazione, bilancio e contabilità. Ne garantisce inoltre "la gestione secondo criteri di efficacia, efficienza ed economicità al fine di salvaguardare, in armonia con la Costituzione, i diritti e le aspettative delle generazioni presenti e future" riconoscendo l'acqua quale "patrimonio da tutelare in quanto risorsa limitata di alto valore ambientale, culturale ed economico" considerando "altresì l'accesso all'acqua quale diritto umano, individuale e collettivo". 

## Principali opere di sbarramento
- diga dell'Alto Temo
- diga di Bau Pressiu
- diga del Bidighinzu
- diga del Coxinas
- diga del Cuga
- diga Eleonora d'Arborea
- diga di Flumineddu
- diga di Genna is Abis
- diga di Is Barrocus
- diga del Leni
- diga del Liscia
- diga di Maccheronis
- diga di Medau Zirimilis
- diga del Mogoro
- diga di Monteponi
- diga di Monte Lerno
- diga di Monte Pranu
- diga di Monte Su Rei
- diga di Monti di Deu
- diga di Nuraghe Arrubiu
- diga di Pedra 'e Othoni
- diga di Pranu Antoni
- diga di Punta Gennarta
- diga di Santa Chiara
- diga di Santa Lucia
- diga di Santa Vittoria
- diga di Sa Forada de s'Acqua
- diga di Simbirizzi
- diga di Sos Canales
- diga del Torrei